# Dormitator latifrons
Dormitator latifrons е вид лъчеперка от семейство Eleotridae.

## Разпространение
Видът е разпространен в Гватемала, Еквадор, Колумбия, Коста Рика, Мексико, Никарагуа, Панама, Салвадор, САЩ и Хондурас.